# Ian J. Mason
Ian James Mason est un ornithologue et taxonomiste australien qui est Senior Collection Manager de l'Australian National Wildlife Collection. C'est une référence en matière d'oologie.

## Publications
En plus d'avoir écrit de nombreux articles scientifiques, Mason a écrit plusieurs livres sur les oiseaux souvent en collaboration avec Richard Schodde.
- 1980 : Nocturnal Birds of Australia, avec Richard Schodde. Illustrations de Jeremy Boot, Lansdowne Editions : Melbourne (Whitley Medal 1981).
- 1997 : Zoological Catalogue of Australia: Aves (Columbidae to Coraciidae), v. 37.2. Avec Richard Schodde. CSIRO Publishing
- 1998 : CSIRO List of Australian Vertebrates: A Reference with Conservation Status, avec Richard Schodde, M. Stanger, M Clayton et J. Wombey, CSIRO Publishing.
- 1999 : The Directory of Australian Birds: Passerines. A taxonomix and zoogeographix atlas of the biodiversity of birds of Australia and its territories, avec Richard Schodde, CSIRO Publishing.